# ديني جونز
ديني جونز هو سياسي أمريكي، ولد في 21 سبتمبر 1910 في مقاطعة مورو في الولايات المتحدة، وتوفي في 24 أبريل 2012 في أونتاريو في الولايات المتحدة. نشط حزبياً في الحزب الجمهوري. وقد انتخب عضو مجلس نواب أوريغون ‏.